# Чмуневич, Сергей Анатольевич
Серге́й Анато́льевич Чмуне́вич (род. 19 февраля 1989 года) — российский спортсмен, тренер. Является обладателем 2 дана. Заслуженный мастер спорта России по Кёкусинкай (2019). Мастер спорта международного класса. Чемпион Мира KWU (2017). Чемпион мира в среднем весе до 80 кг. (2013).

## Биография
Родился 19 февраля 1989 года в городе Мирный (Якутия). На данный момент проживает в Кемерове (Кузбасс).

## Достижения в спорте
Заслуженный мастер спорта России;
Мастер спорта международного класса;
Чемпион первенства России среди юниоров 2006-2007 годов;
Чемпион Кубка России среди юниоров 2006;
Чемпион первенства Мира среди юниоров 2006 (Швейцария);
Серебро кубка России 2007;
Чемпион СФО 2007;
Серебро Чемпионата России 2009, Ростов на Дону;
Чемпион России 2010, Москва,
Серебро Чемпионата Европы по кекусин-кан 2010, Болгария;
Лучший боец Европы 2010 по версии кекусин-кан;
ЧЕМПИОН МИРА В СРЕДНЕМ ВЕСЕ (Великобритания, Лондон, Кроули)2013 г
Серебро Международного турнира "Чемпионат Евразии". 2013
Чемпион IV Международного профессионального турнира "КУБОК ПРИКАМЬЯ" 2014;
Бронза Чемпионата России 2014, Москва.
Чемпион WORLD CUP "KING 2016" по кикбоксингу WAK /Япония/
Чемпион 1-Й ОТКРЫТЫЙ ЧЕМПИОНАТ АЗИИ ПО КЕКУШИНКАЙ.KWF. Астана KZ 2017
Чемпион России 2017 г. Луховицы
Серебряный призер 5-го Чемпионата Мира 2017 / IFK / Румыния
Чемпион Всероссийского отборочного турнира 2017 г.
Чемпион Мира KWU 2017 г.

## Тренерская работа
В 2010-х годах тренировал в Губернском центре спорта (Кемерово), в 2016-17 году организовал клуб киокусинкай "KemDojo" совместно со Стародубцевым Дмитрием Саматовичем.